# Alás (geografía)

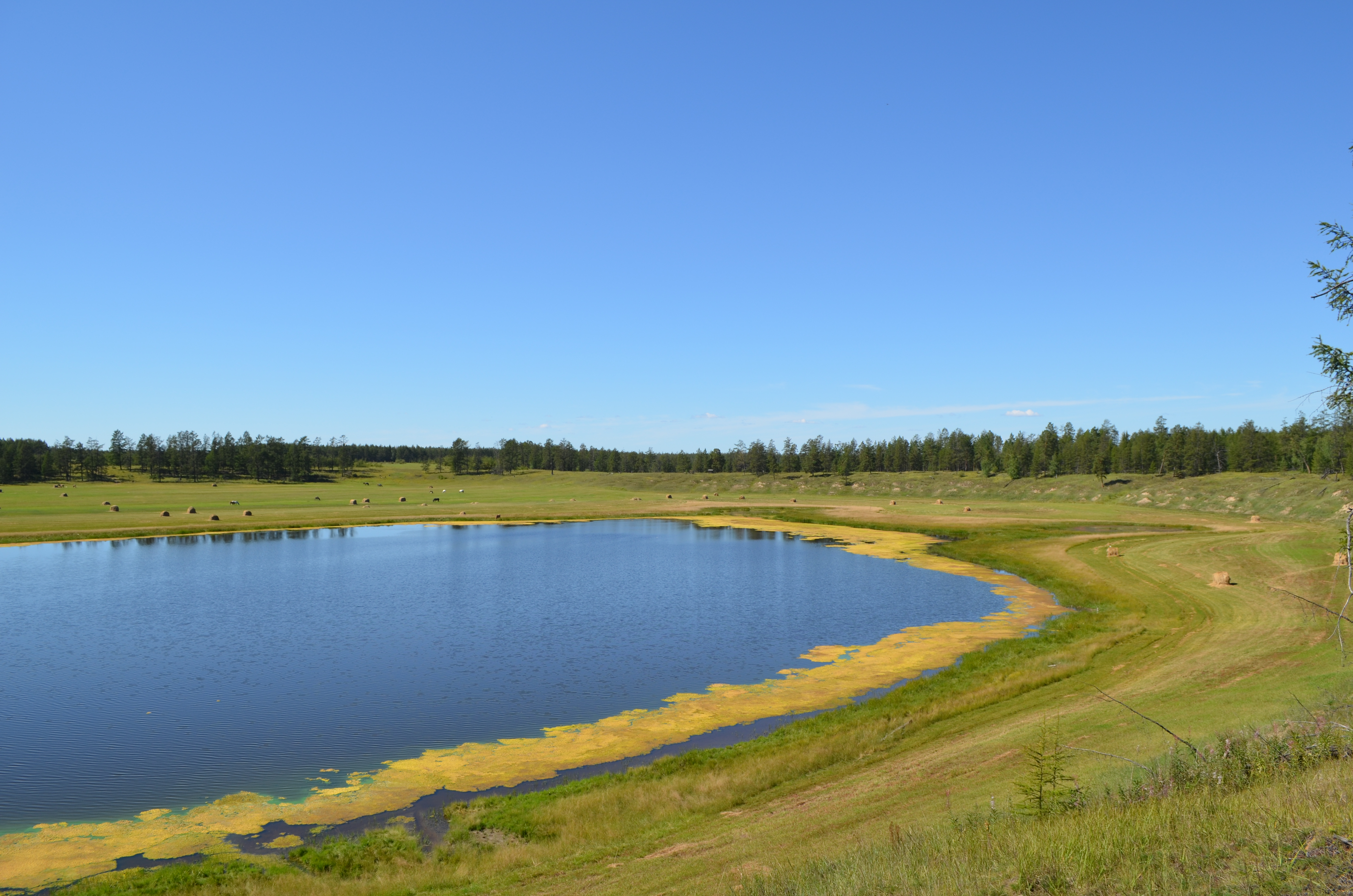
Alás en Mamykan, cerca de Mayya.

Alás (en ruso: Алас, en yakuto: Алаас) es una depresión superficial que ocurre principalmente en Yakutia, formada por la subsidencia del permafrost ártico debido a un proceso repetitivo de derretimiento y recongelación. Un alás primero se desarrolla como un lago superficial a medida que el agua derretida llena la depresión. El lago finalmente se seca y es reemplazado por vegetación herbácea.
Un alás difiere de las depresiones de termokarst que existen en otros lugares de la región ártica en que el lago es sólo temporal. Debido a la aridez de Yakutia, el lago se secará después que el hielo subyacente se agote.
Son a menudo utilizados para forraje de caballos así como campos de heno. Son comunes en las tierras bajas del centro de Yakutia. El alás más grande en el mundo es Myuryu, localizado en el distrito de Ust-Aldan.